# Малые Тоболы
Ма́лые Тобо́лы (бел. Малы́я Табо́лы) — озеро в Городокском районе Витебской области Белоруссии. Относится к бассейну реки Свина.

## Описание
Озеро Малые Тоболы находится в 40 км к северо-западу от города Городок и в 3,8 км к северо-западу от деревни Моисеево, неподалёку от границы с Россией.
Площадь поверхности водоёма составляет 0,06 км². Длина — 0,5 км, наибольшая ширина — 0,16 м. Длина береговой линии — 1,1 км.
Склоны котловины — до 5 м высотой, покрытые лесом, на западе и северо-западе заболоченные. Берега низкие, заболоченные, поросшие кустарником и лесом.
На востоке впадает ручей, текущий из озера Большие Тоболы. На северо-западе вытекает ручей, впадающий в реку Чернец (бассейн Оболи).